# Litaculus khandus
Litaculus khandus är en spindeldjursart som beskrevs av David C.M. Manson 1984. Litaculus khandus ingår i släktet Litaculus och familjen Eriophyidae. Inga underarter finns listade i Catalogue of Life.